# Грех (роман)
«Грех» — роман в рассказах русского писателя Захара Прилепина.
«Грех» опубликован в 2007 году издательством «Вагриус», затем неоднократно переиздавался.

## Награды
- Национальный бестселлер 2008[1]
- Супер Нацбест 2011[2]

## Издания
- «Грех» Издательство «Вагриус» 2007
- «Грех» Издательство «ACT» 2010

## Издания на других языках
Кроме русского, «Грех» был переведен и издан на английском, болгарском, французском, итальянском и сербском.